# Camila Romero
Camila Romero (* 5. Oktober 1998 in Guayaquil, Ecuador) ist eine ecuadorianische Tennisspielerin.

## Karriere
Romero begann im Alter von acht Jahren mit dem Tennisspielen. Sie spielt bisher überwiegend Turniere auf der ITF Women’s World Tennis Tour, wo sie bislang zehn Titel im Doppel gewonnen hat, davon fünf im Jahr 2024.
Seit 2013 spielt Romero für die ecuadorianische Fed-Cup-Mannschaft. Von ihren bislang 19 Begegnungen bei 17 Einsätzen konnte sie 15 gewinnen, davon neun Einzel und alle sechs Doppel.

### College Tennis
Von 2017 bis 2021 spielte Romero für die Damentennismannschaft Oklahoma Sooners der University of Oklahoma.

## Turniersiege

### Doppel
| Nr. | Datum             | Turnier      | Kategorie | Belag             | Partnerin                      | Finalgegnerinnen                                  | Ergebnis          |
| --- | ----------------- | ------------ | --------- | ----------------- | ------------------------------ | ------------------------------------------------- | ----------------- |
| 1.  | 20. Juli 2019     | Lima         | ITF W15   | Sand              | Fernanda Labraña               | Nadia Echeverría Alam Diana Maria Mihail          | 6:2, 6:4          |
| 2.  | 27. August 2022   | Cancun       | ITF W15   | Hartplatz         | Alisha Reayer                  | Noel Saidenowa Jantje Tilbürger                   | 6:3, 7:63         |
| 3.  | 24. Juni 2023     | Buenos Aires | ITF W15   | Sand              | Mell Elizabeth Reasco González | Alessandra Caceres Rocio Daniela Merlo            | 6:2, 6:4          |
| 4.  | 18. November 2023 | Buenos Aires | ITF W15   | Sand              | Thaisa Grana Pedretti          | Justina Maria Gonzalez Daniele Sylvie Zünd        | 0:6, 7:5, [10:5]  |
| 5.  | 3. März 2024      | Tucumán      | ITF W15   | Sand              | Justina Maria Gonzalez Daniele | Ana Candiotto Noelia Zeballos                     | 4:6, 7:66, [10:8] |
| 6.  | 2. Juni 2024      | Rio Claro    | ITF W15   | Sand              | Rebeca Pereira                 | Jazmín Ortenzi Lucciana Pérez Alarcón             | 6:3, 6:1          |
| 7.  | 20. Oktober 2024  | Trelew       | ITF W15   | Hartplatz (Halle) | Luciana Moyano                 | Lourdes Ayala Justina Maria Gonzalez Daniele      | 6:72, 7:5, [10:6] |
| 8.  | 27. Oktober 2024  | Trelew       | ITF W15   | Hartplatz (Halle) | Luciana Moyano                 | Victoria Bosio Marian Gómez Pezuela Cano          | 7:64, 6:3         |
| 9.  | 10. November 2024 | Asunción     | ITF W15   | Sand              | Luciana Moyano                 | Berta Bonardi Antonia Vergara Rivera              | 6:4, 7:65, [11:9] |
| 10. | 24. Juni 2025     | Trelew       | ITF W15   | Hartplatz (Halle) | Luciana Moyano                 | Martina Capurro Taborda Marian Gómez Pezuela Cano | 6:1, 6:4          |